# DTM-Saison 2020
Die DTM-Saison 2020 war die 34. Saison der DTM und die 21. seit Neugründung der Serie im Jahr 2000. Sie begann am 1. August in Spa-Francorchamps und endete am 8. November in Hockenheim. Die Saison umfasste 18 Wertungsläufe an neun Rennwochenenden und wurde vom Deutschen Motor Sport Bund sowie der ITR veranstaltet. Als Titelverteidiger der DTM-Saison 2019 ging bei den Fahrern der Deutsche René Rast, bei den Teams das Audi Sport Team Rosberg und bei den Herstellern Audi Sport an den Start.
René Rast machte seinen dritten Meistertitel in der DTM nach 2017 und 2019 im letzten Saisonrennen perfekt. Den Sieg in der Markenwertung sicherte sich Audi. Die Teamwertung entschied das Audi Sport Team Abt Sportsline für sich.

## Änderungen 2020
Mitte September 2019 wurde der vorläufige Kalender der DTM-Saison 2020 publiziert. Die Anzahl der Rennen sollte von 18 auf 20 an zehn Rennwochenenden aufgestockt werden. Erstmals seit der Saison 1994 wird der Saisonauftakt nicht mehr auf dem Hockenheimring Baden-Württemberg ausgetragen, der zudem nur noch mit einer Veranstaltung anstelle der bisherigen zwei im Rennkalender vertreten ist. Stattdessen sollten die Läufe in Zolder die ersten des Jahres sein. Neu im Kalender enthalten sind der Scandinavian Raceway im schwedischen Anderstorp sowie der Monza Eni Circuit im italienischen Monza. Nicht mehr dabei ist der Misano World Circuit Marco Simoncelli. Am 30. September 2019 wurde die neu erbaute Strecke Igora Drive im russischen Sankt Petersburg als letzter Veranstaltungsort für 2020 bestätigt. Damit sollte 2020 erstmals in der Geschichte der Rennserie der Großteil der Rennen nicht in Deutschland stattfinden. Zudem sollte es erstmals eine Sommerpause geben, die sechs Wochen umfassen und zwischen den Rennen in Nürnberg und Brands Hatch liegen sollte.
Aufgrund der COVID-19-Pandemie wurde am 25. März 2020 ein überarbeiteter Rennkalender veröffentlicht. Der Saisonauftakt war demzufolge für den 11. Juli auf dem Norisring vorgesehen, den Saisonabschluss sollte am 15. November die Veranstaltung in Monza bilden. Bis Juni 2020 wurde der Kalender abermals überarbeitet und beinhaltete nun ausschließlich Rennen in Deutschland und im benachbarten Ausland. Der Saisonauftakt sollte weiterhin am 11. und 12. Juli auf dem Norisring stattfinden, den Saisonabschluss bildete nun die Veranstaltung in Hockenheim am 7. und 8. November. Einen Tag nach Bekanntgabe dieses neuen Rennkalenders wurde die Veranstaltung auf dem Norisring abgesagt.

## Starterfeld
Folgende Fahrer sind in der Saison gestartet:
| Hersteller | Fahrzeug           | Team                           | Nr. | Fahrer                | Rennen       |
| ---------- | ------------------ | ------------------------------ | --- | --------------------- | ------------ |
| Audi       | Audi RS5 Turbo DTM | Audi Sport Team Abt Sportsline | 04  | Robin Frijns          | 1–18         |
| Audi       | Audi RS5 Turbo DTM | Audi Sport Team Abt Sportsline | 51  | Nico Müller           | 1–18         |
| Audi       | Audi RS5 Turbo DTM | Audi Sport Team Rosberg        | 33  | René Rast             | 1–18         |
| Audi       | Audi RS5 Turbo DTM | Audi Sport Team Rosberg        | 53  | Jamie Green           | 1–18         |
| Audi       | Audi RS5 Turbo DTM | Audi Sport Team Phoenix        | 19  | Benoît Tréluyer       | 15, 16       |
| Audi       | Audi RS5 Turbo DTM | Audi Sport Team Phoenix        | 28  | Loïc Duval            | 1–14, 17, 18 |
| Audi       | Audi RS5 Turbo DTM | Audi Sport Team Phoenix        | 99  | Mike Rockenfeller     | 1–18         |
| Audi       | Audi RS5 Turbo DTM | WRT Team Audi Sport            | 10  | Harrison Newey        | 1–18         |
| Audi       | Audi RS5 Turbo DTM | WRT Team Audi Sport            | 13  | Fabio Scherer         | 1–18         |
| Audi       | Audi RS5 Turbo DTM | WRT Team Audi Sport            | 62  | Ferdinand Habsburg    | 1–18         |
| BMW        | BMW M4 Turbo DTM   | BMW Team RMG                   | 11  | Marco Wittmann        | 1–18         |
| BMW        | BMW M4 Turbo DTM   | BMW Team RMG                   | 16  | Timo Glock            | 1–18         |
| BMW        | BMW M4 Turbo DTM   | BMW Team RMR                   | 22  | Lucas Auer            | 1–18         |
| BMW        | BMW M4 Turbo DTM   | BMW Team RMR                   | 27  | Jonathan Aberdein     | 1–18         |
| BMW        | BMW M4 Turbo DTM   | BMW Team RBM                   | 25  | Philipp Eng           | 1–18         |
| BMW        | BMW M4 Turbo DTM   | BMW Team RBM                   | 31  | Sheldon van der Linde | 1–18         |
| BMW        | BMW M4 Turbo DTM   | Orlen Team ART                 | 08  | Robert Kubica         | 1–18         |

## Rennkalender und Ergebnisse
Der vorläufige Rennkalender wurde im September 2019 veröffentlicht. Am 25. März 2020 wurde wegen der COVID-19-Pandemie ein neuer Rennkalender veröffentlicht. Bis Juni 2020 wurde der Rennkalender abermals überarbeitet. Am 4. Juni 2020 wurde die für den 11. und 12. Juli geplante Veranstaltung auf dem Norisring abgesagt.
| Runde | Rennstrecke               | Datum         | Sieger                                        | Zweiter                                       | Dritter                                       | Pole- Position                                | Schnellste Rennrunde                          |
| ----- | ------------------------- | ------------- | --------------------------------------------- | --------------------------------------------- | --------------------------------------------- | --------------------------------------------- | --------------------------------------------- |
| 1     | Spa-Francorchamps         | 1. August     | Nico Müller (Audi Sport Team Abt Sportsline)  | Jamie Green (Audi Sport Team Rosberg)         | Loïc Duval (Audi Sport Team Phoenix)          | Robin Frijns (Audi Sport Team Abt Sportsline) | Nico Müller (Audi Sport Team Abt Sportsline)  |
| 2     | Spa-Francorchamps         | 2. August     | Nico Müller (Audi Sport Team Abt Sportsline)  | Robin Frijns (Audi Sport Team Abt Sportsline) | René Rast (Audi Sport Team Rosberg)           | René Rast (Audi Sport Team Rosberg)           | René Rast (Audi Sport Team Rosberg)           |
| 3     | Lausitzring (kurz)        | 15. August    | Nico Müller (Audi Sport Team Abt Sportsline)  | Sheldon van der Linde (BMW Team RBM)          | Robin Frijns (Audi Sport Team Abt Sportsline) | Robin Frijns (Audi Sport Team Abt Sportsline) | Nico Müller (Audi Sport Team Abt Sportsline)  |
| 4     | Lausitzring (kurz)        | 16. August    | René Rast (Audi Sport Team Rosberg)           | Nico Müller (Audi Sport Team Abt Sportsline)  | Marco Wittmann (BMW Team RMG)                 | Robin Frijns (Audi Sport Team Abt Sportsline) | Robin Frijns (Audi Sport Team Abt Sportsline) |
| 5     | Lausitzring (lang)        | 22. August    | René Rast (Audi Sport Team Rosberg)           | Nico Müller (Audi Sport Team Abt Sportsline)  | Robin Frijns (Audi Sport Team Abt Sportsline) | Nico Müller (Audi Sport Team Abt Sportsline)  | Nico Müller (Audi Sport Team Abt Sportsline)  |
| 6     | Lausitzring (lang)        | 23. August    | Lucas Auer (BMW Team RMR)                     | Timo Glock (BMW Team RMG)                     | Robin Frijns (Audi Sport Team Abt Sportsline) | Robin Frijns (Audi Sport Team Abt Sportsline) | Jamie Green (Audi Sport Team Rosberg)         |
| 7     | Assen                     | 5. September  | Robin Frijns (Audi Sport Team Abt Sportsline) | Loïc Duval (Audi Sport Team Phoenix)          | Nico Müller (Audi Sport Team Abt Sportline)   | Loïc Duval (Audi Sport Team Phoenix)          | Fabio Scherer (WRT Team Audi Sport)           |
| 8     | Assen                     | 6. September  | Sheldon van der Linde (BMW Team RBM)          | Robin Frijns (Audi Sport Team Abt Sportsline) | Nico Müller (Audi Sport Team Abt Sportsline)  | René Rast (Audi Sport Team Rosberg)           | Sheldon van der Linde (BMW Team RBM)          |
| 9     | Nürburgring (GP-Kurs)     | 12. September | Nico Müller (Audi Sport Team Abt Sportsline)  | René Rast (Audi Sport Team Rosberg)           | Marco Wittmann (BMW Team RMG)                 | Nico Müller (Audi Sport Team Abt Sportsline)  | Nico Müller (Audi Sport Team Abt Sportsline)  |
| 10    | Nürburgring (GP-Kurs)     | 13. September | Robin Frijns (Audi Sport Team Abt Sportsline) | René Rast (Audi Sport Team Rosberg)           | Mike Rockenfeller (Audi Sport Team Phoenix)   | Nico Müller (Audi Sport Team Abt Sportsline)  | Robin Frijns (Audi Sport Team Abt Sportsline) |
| 11    | Nürburgring (Sprint-Kurs) | 19. September | Robin Frijns (Audi Sport Team Abt Sportsline) | René Rast (Audi Sport Team Rosberg)           | Marco Wittmann (BMW Team RMG)                 | René Rast (Audi Sport Team Rosberg)           | Nico Müller (Audi Sport Team Abt Sportsline)  |
| 12    | Nürburgring (Sprint-Kurs) | 20. September | Nico Müller (Audi Sport Team Abt Sportsline)  | Robin Frijns (Audi Sport Team Abt Sportsline) | René Rast (Audi Sport Team Rosberg)           | Robin Frijns (Audi Sport Team Abt Sportsline) | René Rast (Audi Sport Team Rosberg)           |
| 13    | Zolder                    | 10. Oktober   | René Rast (Audi Sport Team Rosberg)           | Robin Frijns (Audi Sport Team Abt Sportsline) | Nico Müller (Audi Sport Team Abt Sportsline)  | René Rast (Audi Sport Team Rosberg)           | René Rast (Audi Sport Team Rosberg)           |
| 14    | Zolder                    | 11. Oktober   | René Rast (Audi Sport Team Rosberg)           | Mike Rockenfeller (Audi Sport Team Phoenix)   | Lucas Auer (BMW Team RMR)                     | Timo Glock (BMW Team RMG)                     | Marco Wittmann (BMW Team RMG)                 |
| 15    | Zolder                    | 17. Oktober   | René Rast (Audi Sport Team Rosberg)           | Robin Frijns (Audi Sport Team Abt Sportsline) | Ferdinand Habsburg (WRT Team Audi Sport)      | René Rast (Audi Sport Team Rosberg)           | René Rast (Audi Sport Team Rosberg)           |
| 16    | Zolder                    | 18. Oktober   | René Rast (Audi Sport Team Rosberg)           | Nico Müller (Audi Sport Team Abt Sportsline)  | Robert Kubica (Orlen Team ART)                | Ferdinand Habsburg (WRT Team Audi Sport)      | René Rast (Audi Sport Team Rosberg)           |
| 17    | Hockenheim                | 7. November   | Nico Müller (Audi Sport Team Abt Sportsline)  | René Rast (Audi Sport Team Rosberg)           | Jamie Green (Audi Sport Team Rosberg)         | René Rast (Audi Sport Team Rosberg)           | René Rast (Audi Sport Team Rosberg)           |
| 18    | Hockenheim                | 8. November   | René Rast (Audi Sport Team Rosberg)           | Nico Müller (Audi Sport Team Abt Sportsline)  | Jamie Green (Audi Sport Team Rosberg)         | René Rast (Audi Sport Team Rosberg)           | René Rast (Audi Sport Team Rosberg)           |

## Meisterschaftsergebnisse

### Punktesystem
Punkte wurden an die ersten 10 klassifizierten Fahrer in folgender Anzahl vergeben:
| Platz  | 1. | 2. | 3. | 4. | 5. | 6. | 7. | 8. | 9. | 10. |
| Punkte | 25 | 18 | 15 | 12 | 10 | 8  | 6  | 4  | 2  | 1   |

Die ersten drei Fahrer des Qualifyings erhielten zusätzlich folgende Punkte:
| Platz  | 1. | 2. | 3. |
| Punkte | 3  | 2  | 1  |

### Fahrerwertung
| Pos. | Fahrer           | Hersteller | SPA | SPA | LA1  | LA1 | LA2 | LA2 | ASS | ASS | NÜ1 | NÜ1 | NÜ2 | NÜ2 | ZO1 | ZO1 | ZO2 | ZO2  | HOC | HOC | Punkte |
| Pos. | Fahrer           | Hersteller | 1   | 2   | 3    | 4   | 5   | 6   | 7   | 8   | 9   | 10  | 11  | 12  | 13  | 14  | 15  | 16   | 17  | 18  | Punkte |
| ---- | ---------------- | ---------- | --- | --- | ---- | --- | --- | --- | --- | --- | --- | --- | --- | --- | --- | --- | --- | ---- | --- | --- | ------ |
| 01   | R. Rast          | Audi       | 53  | 31  | 7    | 13  | 12  | 63  | 5   | 51  | 2   | 23  | 21  | 3   | 1   | 13  | 1   | 1    | 21  | 1   | 353    |
| 02   | N. Müller        | Audi       | 12  | 13  | 12   | 2   | 21  | 52  | 3   | 3   | 1   | 51  | 53  | 13  | 3   | 9   | 6   | 2    | 12  | 2   | 330    |
| 03   | R. Frijns        | Audi       | 91  | 2   | 31   | 41  | 3   | 31  | 12  | 23  | 53  | 12  | 12  | 21  | 23  | DNF | 23  | DNF3 | 73  | 5   | 279    |
| 04   | M. Rockenfeller  | Audi       | 4   | 5   | 11   | 5   | 6   | 11  | 4   | 11  | 4   | 3   | 9   | 7   | 8   | 2   | DNF | 6    | 5   | 42  | 139    |
| 05   | T. Glock         | BMW        | 8   | 13  | 5    | 6   | 4   | 2   | 9   | 6   | 7   | 14  | 10  | 8   | 42  | 41  | 9   | 4    | 14* | 8   | 120    |
| 06   | S. van der Linde | BMW        | 15  | 6   | 2    | 15  | 9   | 10  | 7   | 1   | 8   | 6   | 8   | 4   | 6   | 102 | 13  | 7    | 10  | 9   | 108    |
| 07   | L. Duval         | Audi       | 3   | 7   | DNF3 | 8   | 7   | 8   | 21  | 42  | 9   | 4   | DNF | 9   | 10  | 13  |     |      | 4   | 6   | 108    |
| 08   | J. Green         | Audi       | 2   | 4   | 8    | 16* | 10  | 4   | DNF | 12  | 13  | 7   | 14* | 15* | DNF | 15  | 8   | 5    | 3   | 3   | 98     |
| 09   | M. Wittmann      | BMW        | 11  | 10  | 4    | 3   | 5   | 9   | 14  | 8   | 3   | 9   | 3   | 5   | 15* | 8   | 10  | 8    | DNF | 11  | 95     |
| 10   | F. Habsburg      | Audi       | DNS | 15  | 6    | 10  | 11  | 14  | 8   | 7   | 11  | 15  | 7   | 62  | 7   | 7   | 32  | 101  | 11  | 14  | 68     |
| 11   | J. Aberdein      | BMW        | 10  | 9   | 15   | 9   | 14  | 7   | 6   | 13  | 10  | 8   | 6   | 10  | 11  | 11  | 4   | DNF  | 6   | 7   | 62     |
| 12   | L. Auer          | BMW        | 7   | 8   | 12   | 14  | 12  | 1   | 11  | 10  | 12  | 11  | 12  | 13  | 12  | 3   | 11  | DNF  | 12  | 16* | 51     |
| 13   | P. Eng           | BMW        | 6   | 11  | 9    | 7   | 8   | 12  | 13  | 9   | 6   | 10  | 4   | 12  | 9   | 14  | 12  | DNF  | 9   | 10  | 48     |
| 14   | H. Newey         | Audi       | 13  | DNF | 10   | 12  | 15  | 13  | 12  | 15  | 14  | 13  | 11  | 11  | 5   | 6   | 7   | 9    | DNF | 13  | 27     |
| 15   | R. Kubica        | BMW        | 14  | 14  | 13   | 13  | 16  | 16  | 10  | 14  | 16  | 12  | 13  | DNF | 14  | 12  | DNF | 3    | 8   | 15  | 20     |
| 16   | F. Scherer       | Audi       | 12  | 12  | 14   | 11  | 13  | 15  | 15  | DNF | 15  | 16  | DNF | 14  | 13  | 5   | 5   | DNF  | 13* | 12  | 20     |
| 17   | B. Tréluyer      | Audi       |     |     |      |     |     |     |     |     |     |     |     |     |     |     | 14  | DNF  |     |     | 0      |
| Pos. | Fahrer           | Hersteller | 1   | 2   | 3    | 4   | 5   | 6   | 7   | 8   | 9   | 10  | 11  | 12  | 13  | 14  | 15  | 16   | 17  | 18  | Punkte |
| Pos. | Fahrer           | Hersteller | SPA | SPA | LA1  | LA1 | LA2 | LA2 | ASS | ASS | NÜ1 | NÜ1 | NÜ2 | NÜ2 | ZO1 | ZO1 | ZO2 | ZO2  | HOC | HOC | Punkte |

| \| Farbe \| Bedeutung \| \| ------------- \| --------------------------------------- \| \| Gold \| Sieger \| \| Silber \| 2. Platz \| \| Bronze \| 3. Platz \| \| Grün \| Platzierung in den Punkten \| \| Blau \| Klassifiziert außerhalb der Punkteränge \| \| Violett \| Rennen nicht beendet (DNF) \| \| Violett \| nicht klassifiziert (NC) \| \| Rot \| nicht qualifiziert (DNQ) \| \| Schwarz \| disqualifiziert (DSQ) \| \| Weiß \| nicht am Start (DNS) \| \| Weiß \| zurückgezogen (WD) \| \| Weiß \| Rennen abgesagt (C) \| \| ohne Farbe \| nicht am Training teilgenommen (DNP) \| \| ohne Farbe \| verletzt oder krank (INJ) \| \| ohne Farbe \| ausgeschlossen (EX) \| \| ohne Farbe \| nicht erschienen (DNA) \| \| fett \| Pole-Position \| \| kursiv \| Schnellste Rennrunde \| \| unterstrichen \| WM-Führung \| \| hochgestellt \| Platzierung im Sprintrennen \| | - Fett – Pole-Position - Kursiv – Schnellste Rennrunde - Unterstrichen – Gesamtführender - * – nicht im Ziel, aufgrund der zurückgelegten Distanz, aber gewertet - 1 – 3 Punkte für schnellste Qualifikationsrunde - 2 – 2 Punkte für zweitschnellste Qualifikationsrunde - 3 – 1 Punkt für drittschnellste Qualifikationsrunde |
| Farbe | Bedeutung |
| Gold | Sieger |
| Silber | 2. Platz |
| Bronze | 3. Platz |
| Grün | Platzierung in den Punkten |
| Blau | Klassifiziert außerhalb der Punkteränge |
| Violett | Rennen nicht beendet (DNF) |
| Violett | nicht klassifiziert (NC) |
| Rot | nicht qualifiziert (DNQ) |
| Schwarz | disqualifiziert (DSQ) |
| Weiß | nicht am Start (DNS) |
| Weiß | zurückgezogen (WD) |
| Weiß | Rennen abgesagt (C) |
| ohne Farbe | nicht am Training teilgenommen (DNP) |
| ohne Farbe | verletzt oder krank (INJ) |
| ohne Farbe | ausgeschlossen (EX) |
| ohne Farbe | nicht erschienen (DNA) |
| fett | Pole-Position |
| kursiv | Schnellste Rennrunde |
| unterstrichen | WM-Führung |
| hochgestellt | Platzierung im Sprintrennen |

### Teamwertung
| Pos. | Team                           | Nr.   | SPA | SPA | LA1  | LA1 | LA2 | LA2 | ASS | ASS | NÜ1 | NÜ1 | NÜ2 | NÜ2 | ZO1 | ZO1 | ZO2 | ZO2  | HOC | HOC | Punkte |
| Pos. | Team                           | Nr.   | 1   | 2   | 3    | 4   | 5   | 6   | 7   | 8   | 9   | 10  | 11  | 12  | 13  | 14  | 15  | 16   | 17  | 18  | Punkte |
| ---- | ------------------------------ | ----- | --- | --- | ---- | --- | --- | --- | --- | --- | --- | --- | --- | --- | --- | --- | --- | ---- | --- | --- | ------ |
| 01   | Audi Sport Team Abt Sportsline | 4     | 91  | 2   | 31   | 41  | 3   | 31  | 12  | 23  | 53  | 12  | 12  | 21  | 23  | DNF | 23  | DNF3 | 73  | 5   | 609    |
| 01   | Audi Sport Team Abt Sportsline | 51    | 12  | 13  | 12   | 2   | 21  | 52  | 3   | 3   | 1   | 51  | 53  | 13  | 3   | 9   | 6   | 2    | 12  | 2   | 609    |
| 02   | Audi Sport Team Rosberg        | 33    | 53  | 31  | 7    | 13  | 12  | 63  | 5   | 51  | 2   | 23  | 21  | 3   | 1   | 13  | 1   | 12   | 21  | 1   | 451    |
| 02   | Audi Sport Team Rosberg        | 53    | 2   | 4   | 8    | 16* | 10  | 4   | DNF | 12  | 13  | 7   | 14* | 15* | DNF | 15  | 8   | 5    | 3   | 3   | 451    |
| 03   | Audi Sport Team Phoenix        | 28/19 | 3   | 7   | DNF3 | 8   | 7   | 8   | 21  | 42  | 9   | 4   | DNF | 9   | 10  | 13  | 14  | DNF  | 4   | 6   | 247    |
| 03   | Audi Sport Team Phoenix        | 99    | 4   | 5   | 11   | 5   | 6   | 11  | 4   | 11  | 4   | 3   | 9   | 7   | 8   | 2   | DNF | 6    | 5   | 42  | 247    |
| 04   | BMW Team RMG                   | 11    | 11  | 10  | 4    | 3   | 5   | 9   | 14  | 8   | 3   | 9   | 3   | 5   | 15* | 8   | 10  | 8    | DNF | 11  | 215    |
| 04   | BMW Team RMG                   | 16    | 8   | 13  | 5    | 6   | 4   | 2   | 9   | 6   | 7   | 14  | 10  | 8   | 42  | 41  | 9   | 4    | 14* | 8   | 215    |
| 05   | BMW Team RBM                   | 25    | 6   | 11  | 9    | 7   | 8   | 12  | 13  | 9   | 6   | 10  | 4   | 12  | 9   | 14  | 12  | DNF  | 9   | 10  | 156    |
| 05   | BMW Team RBM                   | 31    | 15  | 6   | 2    | 15  | 9   | 10  | 7   | 1   | 8   | 6   | 8   | 4   | 6   | 102 | 13  | 7    | 10  | 9   | 156    |
| 06   | BMW Team RMR                   | 22    | 7   | 8   | 12   | 14  | 12  | 1   | 11  | 10  | 12  | 11  | 12  | 13  | 12  | 3   | 11  | DNF  | 12  | 16* | 113    |
| 06   | BMW Team RMR                   | 27    | 10  | 9   | 15   | 9   | 14  | 7   | 6   | 13  | 10  | 8   | 6   | 10  | 11  | 11  | 4   | DNF  | 6   | 7   | 113    |
| 07   | WRT Team Audi Sport            | 10    | 13  | DNF | 10   | 12  | 15  | 13  | 12  | 15  | 14  | 13  | 11  | 11  | 5   | 6   | 7   | 9    | DNF | 13  | 103    |
| 07   | WRT Team Audi Sport            | 13    | 12  | 12  | 14   | 11  | 13  | 15  | 15  | DNF | 15  | 16  | DNF | 14  | 13  | 5   | 5   | DNF  | 13* | 12  | 103    |
| 07   | WRT Team Audi Sport            | 62    | DNS | 15  | 6    | 10  | 11  | 14  | 8   | 7   | 11  | 15  | 7   | 62  | 7   | 7   | 32  | 101  | 11  | 14  | 103    |
| 08   | Orlen Team ART                 | 8     | 14  | 14  | 13   | 13  | 16  | 16  | 10  | 14  | 16  | 12  | 13  | DNF | 14  | 12  | DNF | 3    | 8   | 15  | 20     |
| Pos. | Fahrer                         | Nr.   | 1   | 2   | 3    | 4   | 5   | 6   | 7   | 8   | 9   | 10  | 11  | 12  | 13  | 14  | 15  | 16   | 17  | 18  | Punkte |
| Pos. | Fahrer                         | Nr.   | SPA | SPA | LA1  | LA1 | LA2 | LA2 | ASS | ASS | NÜ1 | NÜ1 | NÜ2 | NÜ2 | ZO1 | ZO1 | ZO2 | ZO2  | HOC | HOC | Punkte |

| \| Farbe \| Bedeutung \| \| ------------- \| --------------------------------------- \| \| Gold \| Sieger \| \| Silber \| 2. Platz \| \| Bronze \| 3. Platz \| \| Grün \| Platzierung in den Punkten \| \| Blau \| Klassifiziert außerhalb der Punkteränge \| \| Violett \| Rennen nicht beendet (DNF) \| \| Violett \| nicht klassifiziert (NC) \| \| Rot \| nicht qualifiziert (DNQ) \| \| Schwarz \| disqualifiziert (DSQ) \| \| Weiß \| nicht am Start (DNS) \| \| Weiß \| zurückgezogen (WD) \| \| Weiß \| Rennen abgesagt (C) \| \| ohne Farbe \| nicht am Training teilgenommen (DNP) \| \| ohne Farbe \| verletzt oder krank (INJ) \| \| ohne Farbe \| ausgeschlossen (EX) \| \| ohne Farbe \| nicht erschienen (DNA) \| \| fett \| Pole-Position \| \| kursiv \| Schnellste Rennrunde \| \| unterstrichen \| WM-Führung \| \| hochgestellt \| Platzierung im Sprintrennen \| | - Fett – Pole-Position - Kursiv – Schnellste Rennrunde - Unterstrichen – Gesamtführender - * – nicht im Ziel, aufgrund der zurückgelegten Distanz, aber gewertet - 1 – 3 Punkte für schnellste Qualifikationsrunde - 2 – 2 Punkte für zweitschnellste Qualifikationsrunde - 3 – 1 Punkt für drittschnellste Qualifikationsrunde |
| Farbe | Bedeutung |
| Gold | Sieger |
| Silber | 2. Platz |
| Bronze | 3. Platz |
| Grün | Platzierung in den Punkten |
| Blau | Klassifiziert außerhalb der Punkteränge |
| Violett | Rennen nicht beendet (DNF) |
| Violett | nicht klassifiziert (NC) |
| Rot | nicht qualifiziert (DNQ) |
| Schwarz | disqualifiziert (DSQ) |
| Weiß | nicht am Start (DNS) |
| Weiß | zurückgezogen (WD) |
| Weiß | Rennen abgesagt (C) |
| ohne Farbe | nicht am Training teilgenommen (DNP) |
| ohne Farbe | verletzt oder krank (INJ) |
| ohne Farbe | ausgeschlossen (EX) |
| ohne Farbe | nicht erschienen (DNA) |
| fett | Pole-Position |
| kursiv | Schnellste Rennrunde |
| unterstrichen | WM-Führung |
| hochgestellt | Platzierung im Sprintrennen |

### Markenwertung
| Pos. | Hersteller | SPA | SPA | LA1 | LA1 | LA2 | LA2 | ASS | ASS | NÜ1 | NÜ1 | NÜ2 | NÜ2 | ZO1 | ZO1 | ZO2 | ZO2 | HOC | HOC | Punkte |
| Pos. | Hersteller | 1   | 2   | 3   | 4   | 5   | 6   | 7   | 8   | 9   | 10  | 11  | 12  | 13  | 14  | 15  | 16  | 17  | 18  | Punkte |
| ---- | ---------- | --- | --- | --- | --- | --- | --- | --- | --- | --- | --- | --- | --- | --- | --- | --- | --- | --- | --- | ------ |
| 1    | Audi       | 76  | 76  | 60  | 71  | 72  | 51  | 76  | 61  | 71  | 76  | 65  | 72  | 72  | 62  | 74  | 67  | 75  | 76  | 1253   |
| 2    | BMW        | 19  | 15  | 42  | 31  | 28  | 51  | 17  | 39  | 33  | 15  | 39  | 27  | 24  | 37  | 15  | 37  | 18  | 13  | 500    |

### Formtabelle
| Pos. | Name                  | Punkte Qualifikation | Punkte Samstagsrennen | Punkte Sonntagsrennen | Punkte Rennen | Gesamtpunktzahl |
| ---- | --------------------- | -------------------- | --------------------- | --------------------- | ------------- | --------------- |
| 1.   | René Rast             | 32                   | 155                   | 166                   | 321           | 353             |
| 2.   | Nico Müller           | 23                   | 166                   | 141                   | 307           | 330             |
| 3.   | Robin Frijns          | 29                   | 134                   | 116                   | 250           | 279             |
| 4.   | Mike Rockenfeller     | 2                    | 58                    | 79                    | 137           | 139             |
| 5.   | Timo Glock            | 5                    | 49                    | 66                    | 115           | 120             |
| 6.   | Sheldon van der Linde | 2                    | 43                    | 63                    | 106           | 108             |
| 7.   | Loïc Duval            | 6                    | 54                    | 48                    | 102           | 108             |
| 8.   | Jamie Green           | 1                    | 42                    | 55                    | 97            | 98              |
| 9.   | Marco Wittmann        | 0                    | 53                    | 42                    | 95            | 95              |
| 10.  | Ferdinand Habsburg    | 7                    | 39                    | 22                    | 61            | 68              |
| 11.  | Jonathan Aberdein     | 1                    | 40                    | 21                    | 61            | 62              |
| 12.  | Lucas Auer            | 0                    | 6                     | 45                    | 51            | 51              |
| 13.  | Philipp Eng           | 0                    | 30                    | 10                    | 48            | 48              |
| 14.  | Harrison Newey        | 0                    | 17                    | 10                    | 27            | 27              |
| 15.  | Robert Kubica         | 0                    | 5                     | 15                    | 20            | 20              |
| 16.  | Fabio Scherer         | 0                    | 10                    | 10                    | 20            | 20              |